# Municipio de Cerro Gordo (Carolina del Norte)
El municipio de Cerro Gordo (en inglés: Cerro Gordo Township) es un municipio ubicado en el  condado de Columbus en el estado estadounidense de Carolina del Norte. En el año 2010 tenía una población de 2.152 habitantes.

## Geografía
El municipio de Cerro Gordo se encuentra ubicado en las coordenadas 34°17′17.6″N 78°54′58.09″O / 34.288222, -78.9161361.